# Firefly (televisieserie)

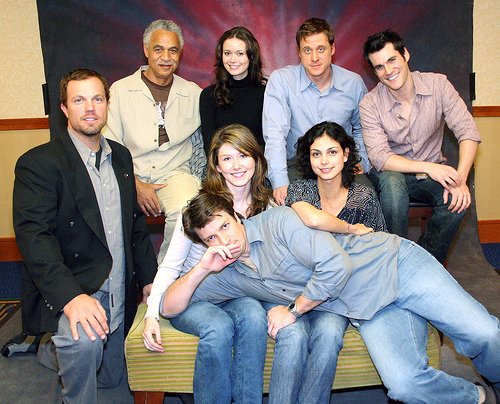
Acht van de negen vaste acteurs.

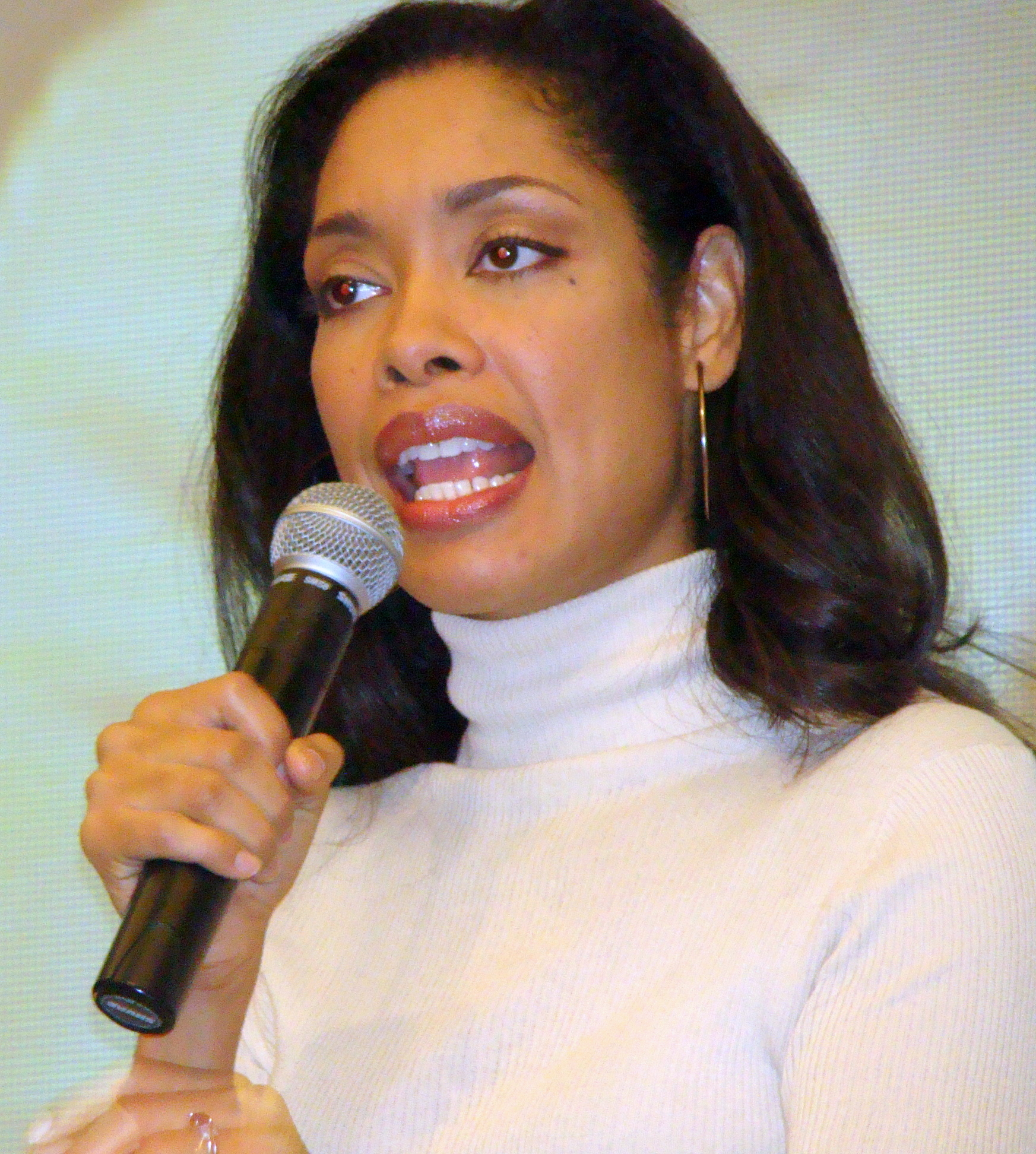
Actrice Gina Torres.

Firefly is een Amerikaanse sciencefiction/space western televisieserie, die in 2002 door Fox werd uitgezonden. De serie telt 1 seizoen met 14 afleveringen.
De serie is geschreven door Joss Whedon net als de televisieseries Buffy the Vampire Slayer en Angel. De serie is vernoemd naar de protagonist, het ruimteschip van het type Firefly dat de vorm van een vuurvliegje heeft, en waarvan het achterlijf licht uitstraalt.

## Verhaal
De serie speelt in het jaar 2517, op verschillende planeten en manen in een door de mens gekoloniseerd sterrenstelsel. Het verhaal volgt de belevenissen van de bemanning van de Serenity, een firefly-klasse ruimteschip. Veel van deze mensen hebben pas geleden gevochten in een burgeroorlog, en deze verloren. Ze proberen nu een bestaan op te bouwen als pioniers aan de rand van hun sterrenstelsel. Ze worden tegengewerkt door zowel criminelen als door de alliantie, die controle uitoefent op bijna het hele sterrenstelsel.
De serie mengt elementen van een space opera en western.

## Personages
Firefly telt negen vaste prominente personages:
Malcolm "Mal" Reynoldsde kapitein en eigenaar van de Serenity en een voormalig sergeant van de onafhankelijken. Er is maar weinig over hem bekend. Hij is opgegroeid op een ranch op de planeet Shadow. Zijn personage zit vol tegenstrijdigheden.
Zoe Alleyne Washburnede tweede bevelhebber aan boord van de Serenity. Ze is een oorlogspartner van Reynolds en de vrouw van Wash. Ze staat bekend als een krijgervrouw met veel militaire kennis.
Hoban "Wash" WashburneDe piloot van de Serenity en Zoe’s echtgenoot. Hij is erg jaloers over Zoe’s relatie met hun kapitein. Hij is piloot geworden om meer van de sterren te kunnen zien, daar die onzichtbaar waren op zijn door vervuiling getroffen planeet. Hij maakt over elke situatie bijdehante opmerkingen.
Inara SerraEen gezelschapsdame, wat te vergelijken is met de rang van courtisane. Ze begeeft zich in hoge sociale kringen en doet geregeld dienst als vertegenwoordiger van de crew van Serenity. Haar relatie met Malcolm is erg ambigu. Nochtans voelen de twee zich duidelijk aangetrokken tot elkaar.
Jayne Cobbeen fysiek imponerende huursoldaat. Hij is in werkelijkheid een stuk slimmer dan hij zich vaak voordoet. Aanvankelijk was hij lid van een roversbende, maar hij sloot zich bij de crew van Serenity aan toen Mal hem een beter aanbod deed. Zijn trouw is te koop, desondanks getuigt hij bij tijden van loyaliteit tegenover de groep.
Kaywinnit Lee "Kaylee" FryeDe monteur van de Serenity, wat haar ondanks haar gebrek aan formele training goed afgaat. Ze is een van de weinigen die opgewekt en vrolijk blijft in bijna elke situatie.
Dr. Simon Tameen medisch onderzoeker en de scheepsarts. Hij is op de vlucht voor de overheid sinds hij zijn zus, River, heeft helpen ontsnappen uit een onderzoeksinstelling.
River TamDe zus van Dr. Simon. Hij heeft haar aan boord gesmokkeld. Ze was een wonderkind, waardoor ze haar leven in een onderzoekscentrum doorbracht tot Simon haar redde. Ze kampt voortdurend met haar eigen persoonlijke problemen.
Derrial Bookeen Shepherd (de Fireflyversie van een pastoor). Hij is een toegewijd Christen, maar heeft ook kennis over veel criminele activiteiten in het sterrenstelsel.
Naast deze hoofdpersonages telt de serie nog enkele bijpersonages, zoals de smokkelaar Badger, de sadistische crimineel Niska, Saffron (of Bridget of Yolanda die met iedereen getrouwd lijkt te zijn, altijd tot nadeel van haar "echtgenoot") en anonieme agenten van het onderzoekscentrum die in paren optreden en enkel bekendstaan als "The Hands of Blue".

## Rolverdeling
| Acteur          | Personage                    |
| --------------- | ---------------------------- |
| Nathan Fillion  | Capt. Malcolm 'Mal' Reynolds |
| Gina Torres     | Zoe Washburne                |
| Alan Tudyk      | Hoban 'Wash' Washburne       |
| Morena Baccarin | Inara Serra                  |
| Adam Baldwin    | Jayne Cobb                   |
| Jewel Staite    | Kaywinnet Lee Frye           |
| Sean Maher      | Dr. Simon Tam                |
| Summer Glau     | River Tam                    |
| Ron Glass       | Shepherd Book                |

## Geschiedenis

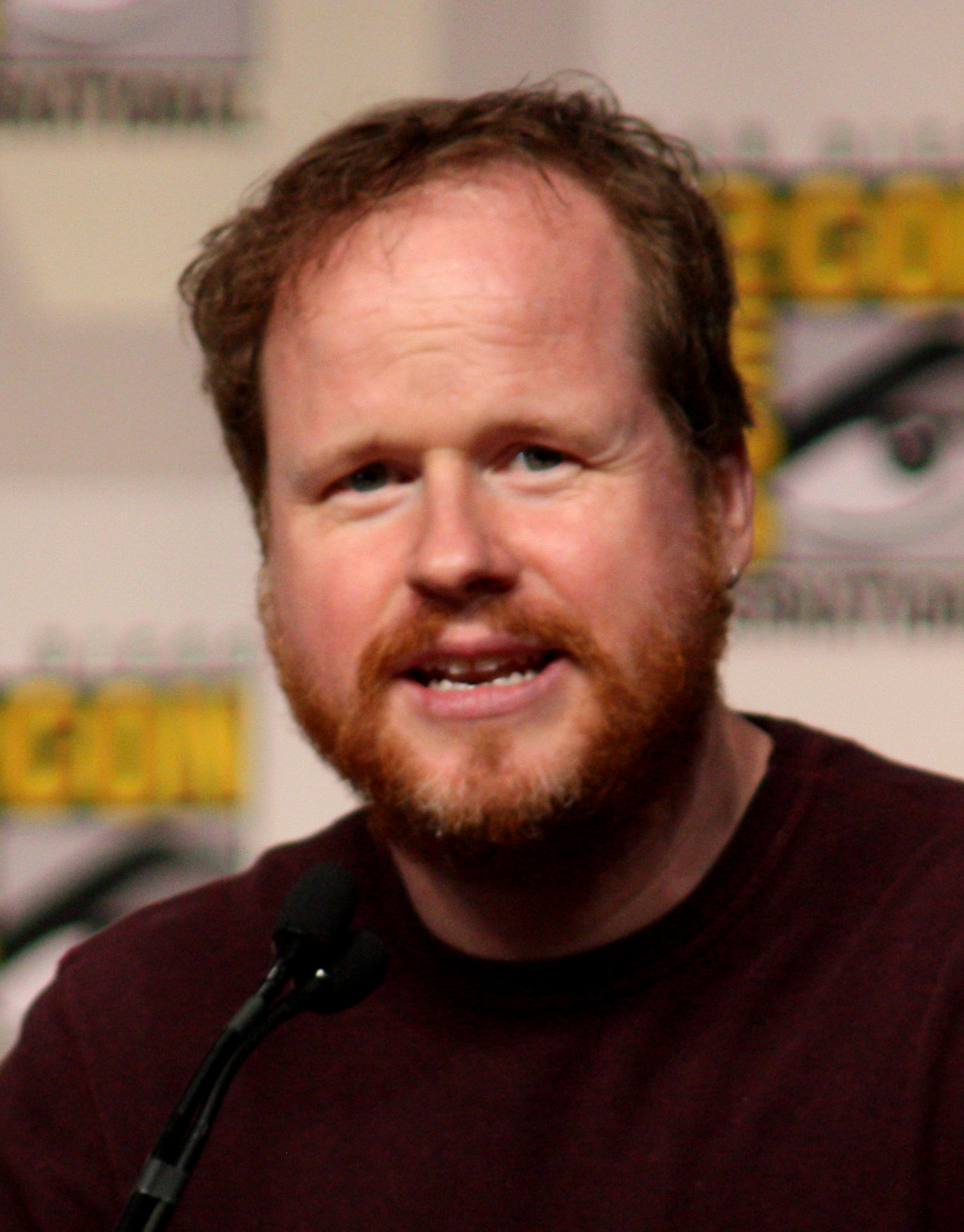
Schrijver Joss Whedon.

Omdat de serie niet de verwachte kijkcijfers opleverde (onder meer door een ongelukkige uitzendtijd op de vrijdagavond, en door het uitzenden van de afleveringen in onbedoelde volgorde), werd de serie nog voor het einde van het eerste televisieseizoen van het scherm gehaald. Dit leverde een storm van protest onder de fans van de serie op, die acties begonnen om de serie weer terug op de buis te krijgen.
Firefly is in Nederland in 2004 op televisie uitgezonden bij de zender Yorin, op dat moment was de serie in Amerika al van het scherm gehaald. Veel fans in Nederland kennen de serie vooral van de dvd-uitgave.

## Filmversie
In 2005 is er op basis van de televisieserie de film Serenity in de bioscoop uitgebracht. De film begint 6 maanden na de laatste aflevering van de televisieserie. Serenity heeft slechts korte tijd in de bioscoop gedraaid zonder dat er reclame voor is gemaakt.

## Afleveringen
1. (Pilot) Serenity (20 december 2002)
2. The Train Job (20 september 2002)
3. Bushwhacked (27 september 2002)
4. Shindig (1 november 2002)
5. Safe (8 november 2002)
6. Our Mrs. Reynolds (4 oktober 2002)
7. Jaynestown (18 oktober 2002)
8. Out of Gas (25 oktober 2002)
9. Ariel (15 november 2002)
10. War Stories (6 december 2002)
11. Trash (7 oktober 2002)
12. The Message (14 oktober 2002)
13. Heart of Gold (21 oktober 2002)
14. Objects in Space (13 december 2002)